# Groote Eylandt
Groote Eylandt är en ö i Australien. Den ligger i territoriet Northern Territory, omkring 640 kilometer öster om territoriets huvudstad Darwin. Arean är 2,3 kvadratkilometer.
I omgivningarna runt Groote Eylandt växer huvudsakligen savannskog. Trakten runt Groote Eylandt är nära nog obefolkad, med mindre än två invånare per kvadratkilometer. Savannklimat råder i trakten. Genomsnittlig årsnederbörd är 1 184 millimeter. Den regnigaste månaden är mars, med i genomsnitt 332 mm nederbörd, och den torraste är juli, med 3 mm nederbörd.